# 출생의 비밀
《출생의 비밀》은 2013년 4월 27일부터 2013년 6월 23일까지 방영된 SBS 주말 특별기획 드라마이다.

## 시간적 배경
설정상 이현과 경두의 나이차 4살
- 1997년 : 정이현의 고등학교 시절(드라마 시작부분)(17세의 정이현)
- 2006년 : 벼랑에서 자살하려다 경두와 만나면서 같이 살고 해듬을 낳고 경두와 살던 집을 나간후 기억을 상실하기까지의 이현(2007년으로 이어짐. 가끔 나오는 회상부분) (26세의 정이현)
- 2007년 : 해리성 기억 상실을 겪게 된 이현(드라마 1화 끝과 2화의 시작부분) (27세의 정이현)
- 2013년 : 2013년 예가그룹에서 일하고 최석의 집에서 살고있는 커리어우먼으로서의 이현 (33세의 정이현)

## 등장 인물

### 주요 인물
- 유준상 : 홍경두 역

청주에서 자라 무위도식을 즐기던 백수. 친구 종태의 어설픈 사업 제안으로 엄청난 빚에 시달려 벼랑에서 생을 끊으려 결심했다. 그러던 그의 앞에 자신처럼 죽으려는 이현이 보였고, 자신이 살린 그녀 덕분에 딸까지 얻고 행복한 새 삶을 살게 된다.
- 성유리[1] : 정이현 역 (어린 시절 : 김소현)

다른 이름 정윤희. 포토그래픽 메모리를 가진 천재 소녀. 헌책방을 운영하는 홀어머니 정주겸 밑에서 어렵게 자랐지만 뛰어난 지능 덕택에 명문학교에 진학하는 등 스스로 미래를 개척해 나갔다. 병으로 어머니를 잃은 뒤 잠을 자고 일어났더니, 어느새 10년이라는 세월이 흘렀고 그 사이에 자신도 모르는 일들이 벌어져 있었다.
- 갈소원 : 홍해듬 역

이현과 경두의 딸. 엄마없이 자랐지만 밝고 건강하게 잘 자랐으며 어머니 이현처럼 천재적인 지능을 지닌 소녀이다.

### 이현의 주변 사람들
- 김갑수 : 최국 역

이현의 아버지. 한국대학교 수의학과의 천재 교수이며 예가그룹 창립자의 장남이다. 자신을 찾아온 딸 이현이의 장래 때문에 배다른 동생인 최석에게 찾아갔지만 차가운 대접을 받았다.
- 최수린 : 정주겸 역

이현의 어머니. 대학교 구내서점에서 일하다가 최국의 아이를 가지게 되었다. 그가 모르게 아이를 낳아 어렵지만 행복하게 살았지만, 췌장암으로 인해 이현을 두고 세상을 떠났다.
- 이진[1] : 이선영 역 (어린 시절 : 이가원)

이현의 고등학교 친구. 예가그룹 회장 최석의 장남인 최기태의 아내이다. 이현의 가장 친한 친구이긴 하지만 자신보다 이현이 더 뛰어나고 더 사랑받는 걸 질투했다.
- 김영광 : 박수창 역 (어린 시절 : 한민)

이현과 선영의 고등학교 친구. 이현을 짝사랑하다가 자신의 신분상승에 더 도움이 되는 선영을 택했다가 버려진다.

### 경두의 주변 사람들
- 조미령 : 심연정 역

청주 육거리시장에서 포목점을 운영하는 과부. 홀아비 경두에게 마음이 있다.
- 정석용 : 태만 역

육거리시장 번영회 회장. 연정에게 마음을 품고 있는 노총각.
- 신승환 : 종태 역

경두의 친구. 사고만 치고 다녀서 경두를 피 말리게 한다.
- 박은지 : 광숙 역

종태의 아내.

### 예가그룹의 사람들
- 이효정 : 최석 역

이현의 작은아버지. 상당히 다혈질에 냉철하다. 예가그룹의 회장이며, 국의 배다른 동생이다. 과거에 서자인 것 때문에 국에게 적대감을 느껴 회장 자리를 차지하기 위해 국에게 악행을 저질렀다. 기억을 잃고 돌아온 이현을 예가그룹의 성장에 이용하려 한다.
- 한상진 : 최기태 역

예가그룹 전무이사. 선영의 남편이며 최석의 장남이자 후계자. 자신의 미래를 위해 자신의 주변을 철저히 이용하는 냉혈한 엘리트이다. 자신보다 뛰어난 선영에게 자격지심이 있어 선영을 없는 사람 취급한다.
- 진혁 : 최기중 역

최석의 차남. 예가 엔터테이먼트의 사장이며 되먹지 못한 성품에 이현과 선영을 골려주는 걸 낙으로 안다.
- 유혜리 : 조 여사 역

최석의 아내. 상당히 분석적이고 냉철하며 과거에 남편 최석이 저지른 악행에 죄책감을 느껴 독실한 기독교 신자가 되었다.

### 그 외 인물
- 서현정 : 고은표 역

신경정신과 전문의. 장애를 겪는 이현이 다시 기억을 되찾을 수 있도록 돕고 있다.
- 김혜진 : 이혜영 역

선영의 언니. 호텔의 대표이사.
- 정단우 : 데이빗 모건 케이 역

## 시청률
아래의 파란색 숫자는 '최저 시청률'이고, 빨간색 숫자는 '최고 시청률'입니다. 시청률조사회사와 지역별로 시청률에 차이가 있을 수 있습니다.
| 2013년      | 2013년      | 2013년         | 2013년       | 2013년         | 2013년       |
| 회차        | 방송일      | TNmS 시청률    | TNmS 시청률  | AGB 시청률     | AGB 시청률   |
| 회차        | 방송일      | 대한민국(전국) | 서울(수도권) | 대한민국(전국) | 서울(수도권) |
| ----------- | ----------- | -------------- | ------------ | -------------- | ------------ |
| 제1회       | 4월 27일    | 6.5%           | 7.9%         | 6.4%           | 6.7%         |
| 제2회       | 4월 28일    | 6.0%           | 7.2%         | 5.8%           | 6.4%         |
| 제3회       | 5월 4일     | 6.6%           | 6.6%         | 7.1%           | 8.4%         |
| 제4회       | 5월 5일     | 6.0%           | 6.5%         | 7.2%           | 8.2%         |
| 제5회       | 5월 11일    | 6.4%           | 6.4%         | 7.5%           | 8.3%         |
| 제6회       | 5월 12일    | 6.8%           | 6.8%         | 6.9%           | 7.9%         |
| 제7회       | 5월 18일    | 6.5%           | 6.6%         | 7.4%           | 8.0%         |
| 제8회       | 5월 19일    | 6.2%           | 7.6%         | 7.7%           | 8.8%         |
| 제9회       | 5월 25일    | 7.2%           | 7.4%         | 7.1%           | 7.3%         |
| 제10회      | 5월 26일    | 6.9%           | 7.1%         | 7.8%           | 8.3%         |
| 제11회      | 6월 1일     | 7.1%           | 7.7%         | 8.3%           | 8.8%         |
| 제12회      | 6월 2일     | 7.2%           | 7.4%         | 6.8%           | 7.2%         |
| 제13회      | 6월 8일     | 7.1%           | 7.7%         | 8.1%           | 9.0%         |
| 제14회      | 6월 9일     | 5.9%           | 6.3%         | 7.2%           | 7.2%         |
| 제15회      | 6월 15일    | 8.2%           | 9.3%         | 7.3%           | 7.9%         |
| 제16회      | 6월 16일    | 6.2%           | 6.7%         | 6.8%           | 6.9%         |
| 제17회      | 6월 22일    | 7.1%           | 7.3%         | 6.9%           | 6.8%         |
| 제18회      | 6월 23일    | 7.3%           | 7.8%         | 6.4%           | 7.0%         |
| 평균 시청률 | 평균 시청률 | 6.7%           | 7.2%         | 7.2%           | 7.7%         |

## 경쟁 프로그램
- 대왕의 꿈 (KBS 1TV, 2012년 9월 8일 ~ 2013년 6월 9일)
- 백년의 유산 (MBC, 2013년 1월 5일 ~ 2013년 6월 23일)